# Super League (waterpolo)
De Super League is de hoogste afdeling in het Belgisch waterpolo.

## huidige clubs(seizoen 2024-25)
- RD mouscronnois (RDM)
- EN La Louvière waterpolo (ENL WP)
- RSC Mechelen (RSCM)
- Kortrijkse Waterpolo Kring (KWK)
- K Antwerpse ZSc (KAZSc)
- CN Tournai (CNT)
- Leuven Aquatics (LAQUA)
- Meetjeslandse ZV (MZV)
- Z Neptunus Aalst (ZNA)
- R Ostend SC (ROSC)

## Erelijst
- 1904: Brussels SC
- 1905: Brussels SC
- 1906: Brussels SC
- 1907: Brussels SC
- 1908: Brussels SC
- 1909: CN Bruxelles
- 1910: Brussels SC
- 1911: Brussels SC
- 1912: Brussels SC
- 1913: CN Bruxelles
- 1914: CN Bruxelles
- 1915: geen competitie
- 1916: geen competitie
- 1917: geen competitie
- 1918: geen competitie
- 1919: CN Bruxelles
- 1920: CN Bruxelles
- 1921: CN Bruxelles
- 1922: CN Bruxelles
- 1923: CN Bruxelles
- 1924: Antwerpse ZC
- 1925: Antwerpse ZC
- 1926: Antwerpse ZC
- 1927: CN Bruxelles
- 1928: Antwerpse ZC
- 1929: Brussels SC
- 1930: Antwerpse ZC
- 1931: Brussels SC
- 1932: Antwerpse ZC
- 1933: CN Bruxelles
- 1934: Antwerpse ZC
- 1935: CN Bruxelles
- 1936: CN Bruxelles
- 1937: CN Bruxelles
- 1938: CN Bruxelles
- 1939: CN Bruxelles
- 1940: CN Bruxelles
- 1941: CN Bruxelles
- 1942: CN Bruxelles
- 1943: CN Bruxelles
- 1944: geen competitie
- 1945: geen competitie
- 1946: CN Bruxelles
- 1947: CN Bruxelles
- 1948: CN Bruxelles
- 1949: CN Bruxelles
- 1950: Antwerpse ZC
- 1951: Antwerpse ZC
- 1952: Antwerpse ZC
- 1953: Gentse ZV
- 1954: Gentse ZV
- 1955: Antwerpse ZC
- 1956: Antwerpse ZC
- 1957: Gentse ZV
- 1958: Gentse ZV
- 1959: Antwerpse ZC
- 1960: Antwerpse ZC
- 1961: Gentse ZV
- 1962: Antwerpse ZC
- 1963: Gentse ZV
- 1964: Gentse ZV
- 1965: CN Bruxelles
- 1966: Gentse ZV
- 1967: CN Bruxelles
- 1968: Gentse ZV
- 1969: CN Bruxelles
- 1970: Antwerpse ZC
- 1971: Antwerpse ZC
- 1972: Antwerpse ZC
- 1973: Scaldis ZA
- 1974: Scaldis ZA
- 1975: Scaldis ZA
- 1976: Antwerpse ZC
- 1977: SC Maccabi
- 1978: Gentse ZV
- 1979: Gentse ZV
- 1980: Gentse ZV
- 1981: Gentse ZV
- 1982: Antwerpse ZC
- 1983: Ghent SC
- 1984: Ghent SC
- 1985: Antwerpse ZC
- 1986: Antwerpse ZC
- 1987: Antwerpse ZC
- 1988: Ghent SC
- 1989: Ghent SC
- 1990: Ghent SC
- 1991: CN Tournai
- 1992: Kortrijkse Zwemkring
- 1993: CN Tournai
- 1994: Kortrijk ZK
- 1995: Kortrijk ZK
- 1996: Kortrijk ZK
- 1997: CN Tournai
- 1998: CN Tournai
- 1999: RD Mouscron
- 2000: RD Mouscron
- 2001: Kortrijk ZK
- 2002: RD Mouscron
- 2003: RD Mouscron
- 2004: Kortrijk ZK
- 2005: Royal Brussels Poseidon
- 2006: Kortrijk ZK
- 2007: Kortrijk ZK
- 2008: Kortrijk ZK
- 2009: Kortrijk ZK
- 2010: RD Mouscron
- 2012: niet toegekend
- 2013: CN Tournai
- 2014: CN Tournai
- 2015: RD Mouscron
- 2016: RD Mouscron
- 2017: RD Mouscron
- 2018: K Antwerpse ZSc
- 2019: RD Mouscron
- 2020: competitie niet afgemaakt (Covid)
- 2021: geen competitie (Covid)
- 2022: RSC Mechelen
- 2023: RD Mouscron
- 2024: RD Mouscron
- 2025: RD Mouscron

| Aantal | Club              | Edities |
| ------ | ----------------- | --- |
| 26x    | CN Bruxelles      | 1909, 1913, 1914, 1919, 1920, 1921, 1922, 1923, 1927, 1933, 1935, 1936, 1937, 1938, 1939, 1940, 1941, 1942, 1943, 1946, 1947, 1948, 1949, 1965, 1967 & 1969 |
| 24x    | K Antwerpse ZSc   | 1924, 1925, 1926, 1928, 1930, 1932, 1934, 1950, 1951, 1952, 1955, 1956, 1959, 1960, 1962, 1970, 1971, 1972, 1976, 1982, 1985, 1986, 1987 & 2018             |
| 13x    | Gentse ZV         | 1953, 1954, 1957, 1958, 1961, 1963, 1964, 1966, 1968, 1978, 1979, 1980 & 1981                                                                               |
| 13x    | RD Mouscron       | 1999, 2000, 2002, 2003, 2010, 2011, 2015, 2016, 2017, 2019, 2023, 2024 & 2025                                                                               |
| 10x    | Brussels SC       | 1904, 1905, 1906, 1907, 1908, 1910, 1911, 1912, 1929 & 1931                                                                                                 |
| 10x    | Kortrijk WK       | 1992, 1994, 1995, 1996, 2001, 2004, 2006, 2007, 2008 & 2009                                                                                                 |
| 6x     | CN Tournai        | 1991, 1993, 1997, 1998, 2013 & 2014 |
| 5x     | Ghent SC          | 1983, 1984, 1988, 1989 & 1990 |
| 3x     | Scaldis ZA        | 1973, 1974 & 1975 |
| 1x     | RSC Mechelen      | 2022 |
| 1x     | Brussels Poseidon | 2005 |
| 1x     | SC Maccabi        | 1977 |

Biografieën Belgische waterpoloërs · Clubs